# الحمادين
الحمادين هي قرية تقع شمال بلدية المقرن ولاية الوادي. يحدها جنوباً المقرن، وشرقاً المقرن، وغربا سيدي عون وشمالا قرية المنانعة. يبلغ عدد سكان قرية الحمادين حوالي إحدى عشرة الف، ويرجع اصل تسمية إلى الاحمدين أحمد كروش واحمد نصرات وهم أول من سكن في المنطقة. ومن أهم معالم التاريخية قرية الحمادين الجامع العتيق الذي يرجع تاسيسه إلى سنة 1868م، واغلب العائلات التي تقطن فيها: مسعودي، نصرات، نعرورة، قرفي، غرايسة، لموشي، قدوري، حميداني، كروش، حمي، أحمادي، بوغزالة، بحري، هارون، لبزة، بن علي، علاق، نعيمي،طالبي، عقاب، ذهب، مناعي وعائلات أخرى.تتميز القرية بطابع الفلاحي خاصة زراعة الطماطم والبطاطا والنخيل والرعي.